# Condado de Berkeley (Carolina do Sul)
O Condado de Berkeley é um dos 46 condados do Estado americano da Carolina do Sul. A sede do condado é Moncks Corner, e sua maior cidade é Charleston. O condado possui uma área de 3 181 km² (dos quais 338 km² estão cobertos por água), uma população de 142 651 habitantes, e uma densidade populacional de 50 hab/km² (segundo o censo nacional de 2000). O condado foi fundado em 1682.